# Giovanni Giorgi
Giovanni Giorgi (Lucca, 27. rujna 1871. – Castiglincello, Livorno, 19. kolovoza 1950.), talijanski fizičar. Razvio je i predložio 1901. potpuno usklađen  (koherentan) sustav mjernih jedinica, koji je međunarodno prihvaćen tek 1948. pod nazivom Giorgijev sustav ili MKSA-sustav (po osnovnim mjernim jedinicama: metar, kilogram, sekunda i amper). Zbog mnogih prednosti pred dotadašnjim sustavima, preporučen je 1960. za primjenu u svim područjima ljudskoga djelovanja pod nazivom Međunarodni sustav jedinica (SI sustav), koji je do kraja 20. stoljeća prihvaćen gotovo u cijelom svijetu (osim SAD-a, Liberije i Mjanmara).

## Giorgijev sustav ili MKSA-sustav
MKSA-sustav ili Giorgijev sustav je sustav mjernih jedinica koji se osnivao na četirima osnovnim jedinicama: metar, kilogram, sekunda i amper (odatle mu i naziv). Predložio ga je 1901. G. Giorgi, temeljenjem na Metarskom sustavu jedinica, uz potpunu usklađenost (koherentnost) među mjernim jedinicama. Međunarodno je prihvaćen 1948., a iz njega je razvijen današnji Međunarodni sustav jedinica.